# Földtani Közlöny
A Földtani Közlöny egy magyar földtani témájú szaklap, amelyet 1872-től jelentet meg havonta a Magyarhoni Földtani Társulat. Célja a tájékoztatás a szakma új kutatási eredményeiről, a társulat és a hazai szakma tevékenységéről.

## Alapítása
Az 1848-ban alapított Magyarhoni Földtani Társulat 1870. november 9-i közgyűlése határozta el a Földtani Közlöny megjelentetését havi folyóirataként 1871-től, az addigi Munkálatok (Évkönyv) helyett. Az alapítás egyik fő oka az volt, hogy 1869-ben megalakult a Magyar Királyi Földtani Intézet, amely új kiadvánnyal gyarapította a földtudományi nyomtatványok sorát. Az együttműködés alapján az évkönyv típusú kiadványokat az intézet, a rendszeresen megjelenő, folyóirat típusúakat a társulat jelenteti meg.
Az alapítás szakmai célja mellett fontos szempont volt a tagság gyors, rendszeres tájékoztatása a szakma és a társulat életéről, tevékenységéről. Az 1870-es közgyűlési határozatnak megfelelően az 1871-es első évfolyam 1872-ben megjelent. 1874 óta magyar és német nyelven adták ki.
A társulat tagjai tagsági díjak fejében kapják. A századfordulón Staub Móric és Zimányi Károly, a társulat titkárai szerkesztették, az akkori előfizetési ára 5 forint volt.

## Szakmai feladatai, célkitűzései
A Földtani Közlöny alapításakor az alábbi célokat határozták meg: működési tájékoztatás (a társulat és a teljes hazai szakmai közélet tevékenységéről), a tudomány terén történt haladás bemutatása, a hazai és a külföldi új kutatási eredmények ismertetése, a szakgyűléseken elhangzott előadások megjelentetése, tájékoztatás az intézmények működéséről.
A folyóiratban megjelent publikációk az utóbbi évtizedekben kiegészültek a magyar földtani irodalom évenkénti bibliográfiájával, melyek kizárólag a közlönyben jelennek meg.
Az alapvető célok máig sem változtak, csak kiegészültek. Fontos szempont lett a kétnyelvűség (magyar, angol), hosszabb terjedelmű, nemcsak szaküléseken elhangzott eredmények kiadása, külföldi szerzők publikálási lehetősége, nemzetközi jelleg kialakítása, megjelenési gyorsaság fokozása.

## Mai kiadása
A Földtani Közlöny szerkesztését a szerkesztőbizottság irányítja, vezetője a közlöny főszerkesztője, míg a felelős kiadó a Magyarhoni Földtani Társulat, felelős szerkesztője pedig a mindenkori társulati elnök.
Valamennyi publikálásra szánt kéziratot a bizottság által felkért két lektor véleményezi. 1992 óta a cikkek szokásosnál bővebb kivonata, esetenként teljes terjedelme angol nyelvű, mely a külföldi elismertséget, olvasottságot, cserekapcsolatok fejlesztését segíti elő.
A Földtani Közlöny azonosítója: HU ISSN 0015-542X, mérete B5, 2008-tól pedig A4.
Évente 4 szám jelenik meg, összesen mintegy 600 oldalon 1300 példányban.
Ritkán, de jelentek meg különszámok is, amely egy-egy nagyobb rendezvény, vándorgyűlés anyagát tartalmazták. Eddig négy regiszterkötet is megjelent.

## Főszerkesztői
- korábban Haas János; Császár Géza
- jelenleg Sztanó Orsolya

## Lásd még
- Magyar időszaki lapok a 19. században
- Az EPA-ban meglévő évfolyamai
- A REAL-J-ben meglévő évfolyamai
- A Közlöny új honlapja